# Desire (песня U2)
«Desire» (с англ. — «Желание») — песня ирландской рок-группы U2, была выпущена первым синглом из альбома Rattle and Hum. Композиция добралась до третьего места в хит-параде Billboard Hot 100, и возглавила чарты Modern и Mainstream Rock Tracks одновременно — первая песня U2, добившаяся подобного успеха. В 1989 году «Desire» стала лауреатом премии «Грэмми» в номинации «Лучшее вокальное рок-исполнение дуэтом или группой».

## О песне
По словам музыкантов U2, основным вдохновителем их песни была композиция «1969» группы The Stooges, которая, в свою очередь, являлась интерполяцией знаменитого бита Bo Diddley Beat.
Дебютное исполнение песни состоялось на первом концерте турне Lovetown Tour — 21 сентября 1989 года, после этого, «Desire» звучала почти на каждом шоу этого тура.
Во время Zoo TV Tour, «Desire» вновь попала в сет-лист гастролей, но в слегка изменённой версии: она звучала с различными гитарными эффектами, и исполнялась «на бис». Боно использовал эту песню, чтобы подчеркнуть особенности его сценических образов — Mirror Ball Man и MacPhisto. По ходу PopMart Tour, Боно и Эдж исполняли «Desire» в акустическом варианте. Во время Elevation Tour, Эдж вновь вернулся к варианту на электрогитаре — он играл её на краю сцены в форме сердца, прямо перед аудиторией. Адам Клейтон и Ларри Маллен-младший присоединялись к нему во время бриджа.
15 октября 2004 года в период продвижения альбома How to Dismantle an Atomic Bomb, Боно и Эдж исполнили электро-версию «Desire». Во время первых трёх частей турне Vertigo Tour «Disire» не исполнялась вообще, она была сыграна единожды — в конце четвёртой части, по просьбе фанатов из Сан-Паулу. Однако, во время пятого этапа гастролей музыканты стали исполнять её вновь, уже на втором концерте — в Сиднее, но остались недовольны этим вариантом песни, и переработали её, сыграв на четырёх последующих концертах в обновлённом варианте. Периодически, «Desire» исполнялась в ходе турне U2 360° Tour, как правило, в полу-акустическом варианте. Один раз, U2 сыграли её вместе с Брюсом Спрингстином, скомбинировав эту песню с его композицией — «She’s the One».
Би-сайд сингла «Desire» — песня «Hallelujah (Here She Comes)» ни разу не исполнялась на концертах U2 полностью. Однако, однажды, во время исполнения «Bullet the Blue Sky», они сыграли отрывок из этой песни.
«Desire» присутствует на двух сборниках коллектива: The Best of 1980–1990 и U218 Singles.
Ранняя версия песни появляется в виде студийной демоверсии в документальном фильме «Rattle and Hum». Также, группа исполняет «Desire» на следующих концертных фильмах: Zoo TV: Live from Sydney (как бонус-трек из другого шоу), PopMart: Live from Mexico City, Elevation: Live from Boston и U2 Go Home: Live from Slane Castle.
«Hollywood Remix» песни «Desire» звучит в эпизоде «Fruit of the Poison Tree» пятого сезона телесериала Полиция Майами. Отдел нравов.

## Отзывы критиков
В рецензии от портала Allmusic отмечалось: 
U2 выпустили одни из лучших своих синглов в альбоме The Joshua Tree, их следующая запись — Rattle and Hum продолжила эту тенденцию […] U2 получили много критики за этот альбом, в большинстве своём не заслуженно. Группа попыталась придать сырую, «американскую» атмосферность своей музыке, одним из результатов стала эта песня.
В 1988 году читатели журнала Rolling Stone выбрали «Desire» лучшим синглом года.

## Музыкальное видео
Музыкальное видео было снято в Голливуде, штат Калифорния. В клипе звучит т. н. «Hollywood remix» версия песни, помимо кадров с музыкантами U2 и местными жителями, видео содержит различные изображения отсылающие к тексту песни. Режиссёром выступил Ричард Ловенстайн.

## Список композиций
| №  | Название                      | Длительность |
| -- | ----------------------------- | ------------ |
| 1. | «Desire»                      | 2:59         |
| 2. | «Hallelujah (Here She Comes)» | 4:12         |
| 3. | «Desire» (Hollywood remix)    | 5:23         |

| №  | Название                   | Длительность |
| -- | -------------------------- | ------------ |
| 1. | «Desire» (Hollywood remix) | 9:23         |

| №  | Название                      | Длительность |
| -- | ----------------------------- | ------------ |
| 1. | «Desire»                      | 2:59         |
| 2. | «Hallelujah (Here She Comes)» | 4:12         |

| №  | Название                   | Длительность |
| -- | -------------------------- | ------------ |
| 1. | «Desire» (Hollywood remix) | 9:23         |

| №  | Название                      | Длительность |
| -- | ----------------------------- | ------------ |
| 1. | «Desire»                      | 2:59         |
| 2. | «Hallelujah (Here She Comes)» | 4:12         |

| №  | Название                      | Длительность |
| -- | ----------------------------- | ------------ |
| 1. | «Desire»                      | 2:59         |
| 2. | «Hallelujah (Here She Comes)» | 4:12         |
| 3. | «Desire» (Hollywood remix)    | 5:23         |

## Хит-парады
| Чарт (1988)                              | Высшая позиция |
| ---------------------------------------- | -------------- |
| Австралия (ARIA)                         | 1              |
| Австрия (Ö3 Austria Top 40)              | 19             |
| Бельгия/Фландрия (Ultratop 50)           | 7              |
| Canada Top Singles (RPM)                 | 19             |
| Франция (SNEP)                           | 37             |
| ФРГ (GfK)                                | 9              |
| Ireland (IRMA)                           | 1              |
| Нидерланды (Dutch Top 40)                | 2              |
| Италия (FIMI)                            | 1              |
| Новая Зеландия (Recorded Music NZ)       | 1              |
| Норвегия (VG-lista)                      | 5              |
| Spain (AFYVE)                            | 1              |
| Швеция (Sverigetopplistan)               | 5              |
| Швейцария (Schweizer Hitparade)          | 9              |
| UK Singles (The Official Charts Company) | 1              |
| US Billboard Hot 100                     | 3              |
| US Modern Rock Tracks                    | 1              |
| US Album Rock Tracks                     | 1              |
| US Hot Dance Music/Club Play             | 37             |